# Embaixada da Ucrânia na Moldávia

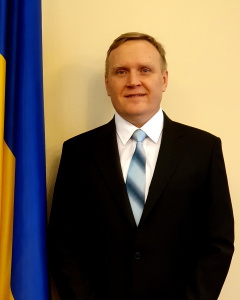
Marko Schewtschenko, embaixador desde 2020

A Embaixada da Ucrânia na Moldávia é a missão diplomática da Ucrânia em Chișinău na República da Moldávia. O edifício da embaixada está localizado em Vasile Lupu 17 em Chișinău. Desde 2020 o embaixador ucraniano na República da Moldávia é Marko Shevchenko.

## História
Após o colapso da União Soviética, a Ucrânia declarou-se independente em agosto de 1991. Em 21 de dezembro de 1991, a Ucrânia reconheceu a independência da República da Moldávia. As relações diplomáticas foram estabelecidas em 10 de março de 1992. A embaixada em Chișinău foi aberta em 1993. O primeiro embaixador foi Boyko Vitaly. Mais recentemente, Marko Shevchenko foi credenciado como embaixador da Ucrânia na República da Moldávia a partir de fevereiro de 2020.
O comprimento da fronteira interior entre os dois países é de 1,222 km (759 mi), dos quais 267 km (166 mi) consiste numa fronteira fluvial (ou seja, ao longo de rios) e 955 km (593 mi) consiste em fronteira terrestre. Cerca de 454 km (282 mi) da fronteira constitui a fronteira de facto entre a Ucrânia e a república separatista não reconhecida da Transnístria.
No campo cultural e humanitário, existem projectos regulares entre os países vizinhos, incluindo a Transnístria. O Centro de Cultura e Informação (CCI) está instalado na embaixada desde abril de 2007. A televisão e o rádio transmitem um programa semanal em ucraniano. Em termos de lei de associação, a República da Moldávia possui uma comunidade ucraniana e uma sociedade para a cultura ucraniana.
Um segundo consulado foi estabelecido em Bălți em março de 2006.